# Hertford (North Carolina)
Hertford is een plaats (town) in de Amerikaanse staat North Carolina, en valt bestuurlijk gezien onder Perquimans County.

## Demografie
Bij de volkstelling in 2000 werd het aantal inwoners vastgesteld op 2070.
In 2006 is het aantal inwoners door het United States Census Bureau geschat op 2130, een stijging van 60 (2.9%).

## Geografie
Volgens het United States Census Bureau beslaat de plaats een oppervlakte van
7,1 km², waarvan 7,0 km² land en 0,1 km² water. Hertford ligt op ongeveer 0 m boven zeeniveau.

## Plaatsen in de nabije omgeving
De onderstaande figuur toont nabijgelegen plaatsen in een straal van 32 km rond Hertford.